# Xã Everglade, Quận Stevens, Minnesota
Xã Everglade (tiếng Anh: Everglade Township) là một xã thuộc quận Stevens, tiểu bang Minnesota, Hoa Kỳ. Năm 2010, dân số của xã này là 108 người.